# Дворец Крецулеску
Дворец Крецулеску (рум. Palatul Crețulescu; также произносится как «Kretzulescu» и «Krețulescu») — исторический дворец в центре Бухареста недалеко от парка Чишмигиу. Был построен для семьи Крецулеску архитектором Петре Антонеску в 1904 году.

## История
Потомок двух больших аристократических семей, Елена Крецулеску, дочь Марии Филипеску и Константина Крецулеску, унаследовала от отца участок земли и несколько домов 1718 года постройки в Бухаресте. В 1902 году для проектировки и строительства одного большого дворца в стиле Французского Ренессанса с элементами барокко, Елена наняла архитектора Петре Антонеску. Постройка дворца заняла 2 года.
В правом крыле дворца была оборудована оранжерея. В западней части двора находились конюшни, прачечная, помещения для прислуги. 
Рядом был обустроен парк площадью в 2 гектара. Сейчас эта территория входит в парк Чишмиджиу.
В 1927 году мэрия Бухареста выкупила дворец у Крецулеску, которой на тот момент было 70 лет. В последующие годы здесь находились  Президиум Совета министров, Музей религиозного искусства, Генеральный совет профсоюзов Румынии. Записей о том, что происходило с дворцом в коммунистический период в 1948—1972 годах не сохранилось, кроме упоминания о том, что в нём располагались «различные учреждения».
21 сентября 1972 года дворец стал штаб-квартирой Европейского центра высшего образования ЮНЕСКО (Centre Européen pour l’enseignement supérieur — UNESCO-CEPES). В 2003 году дворец был реконструирован.
В 2011 году в связи с отсутствием финансирования центр UNESCO-CEPES был закрыт.